# 青竹鮨
青竹鮨（あおだけずし）は、熊本県球磨川流域の郷土料理。鮎の竹鮨ともいう  。
少量の酢と塩を入れた竹筒に、釣り上げてすぐに糞を押し出した鮎を一匹ずつ生きたまま押し込み、程よく味が付くまで半日ほど自然発酵させたもの。酒の肴などとして焼いて食す。